# Richard Donchez
L'amiral Richard "Dick" Donchez est un personnage récurrent dans les quatre premiers livres de l'auteur américain de techno-thrillers Michael DiMercurio.

## Histoire
Commandant du premier USS Piranha dans les années 1970, Dick Donchez a ensuite occupé les postes de commandant pour les forces sous-marines de l'Atlantique (COMSUBLANT), chef des opérations navales de l’United States Navy et directeur de la National Security Agency. C'est à ce poste qu'il mourut, victime d'une tumeur au cerveau.
Donchez est le mentor de Michael Pacino, qui le considère comme son second père et le surnomme oncle Dick et ce malgré le rapport hiérarchique existant entre eux. Donchez a été le camarade de chambre et le grand ami d'Anthony Pacino, le père de Michael, à l'Académie navale d'Annapolis, ce qui explique cette complicité quasi-familiale. C'est lui qui annonça au jeune Mike la mort de son père et, vingt ans plus tard, les vraies raisons de cette mort.
L'amiral Dick Donchez est également le père du programme Vortex, l'arme sous-marine la plus destructrice de sa génération.